# هرمزدخت
هرمزدخت یا هرمزد دخت (پارسی میانه: Ohrmezd(d)uxt) یکی از زنان نجیب‌زاده ساسانی در سده سوم میلادی و دختر شاهنشاه هرمز دوم (حک. ۳۰۲–۳۰۹) بود.

## پیش‌زمینه

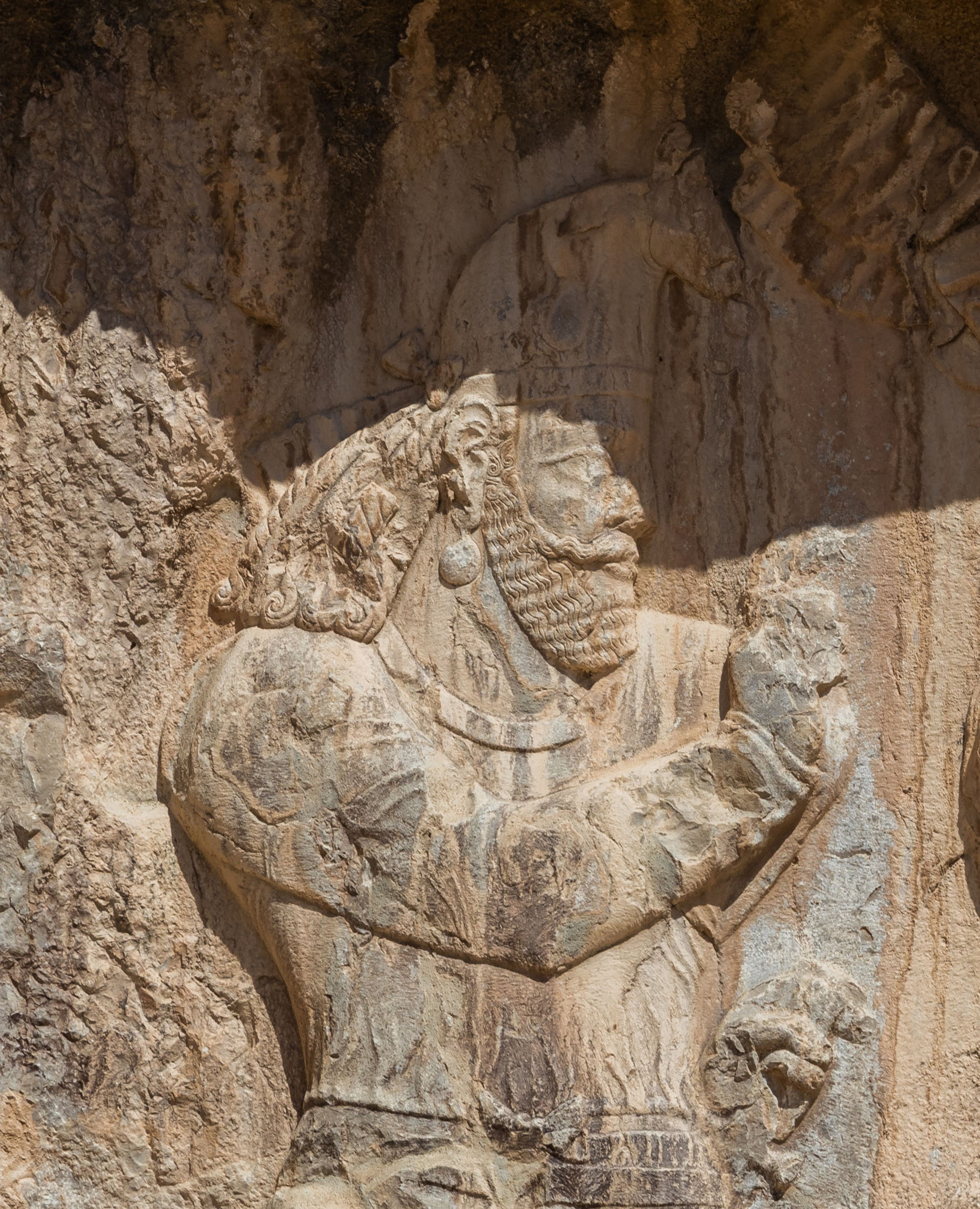
هرمز دوم در سنگ‌نگاره آناهیتا و نرسه

هرمز دوم پسر شاهنشاه نرسه (حک. ۲۹۳–۳۰۲) و هشتمین شاهنشاه ساسانی بود. او حداقل دارای ۱۰ فرزند بود که سه نفر از آن‌ها به نام‌های آذرنرسه (حک. ۳۰۹– )، شاپور (حک. ۳۰۹–۳۷۹) و اردشیر (حک. ۳۷۹–۳۸۳) به حکومت رسیدند. نام دو تن از دختران او به نام هرمزدخت و آسای‌دخت در تاریخ یاد شده‌است.
یک سال پیش از آغاز حکومت هرمز تیرداد سوم، شاه ارمنستان، مسیحیت را به عنوان دین رسمی ارمنستان معرفی کرد. هرمز نیز در طول حکومتش در تلاش بود تا روابط ایران و ارمنستان را مجدداً احیا کند.

## زندگی
هرمزدخت دختر هرمز دوم بود اما نمی‌توان به یقین رسید که مادرش ایفرا هرمز بود یا او از دیگر زنان هرمز زاده شده بود. هرمزدخت در پی تلاش‌های پدرش برای ارتقای روابط با ارمنستان، با یک شاهزاده دودمان مامیکونیان به نام واهان ازدواج کرد. از سرنوشت او در ارمنستان یا فرزندان احتمالیش در تاریخ یاد نشده‌است.